# 克努特·埃里克松
克努特一世（瑞典語：Knut Eriksson；古諾爾斯語：Knútr Eiríksson；1150年前—1196年），全名為克努特·埃里克松。埃里克王朝的瑞典國王（1167年－1196年在位）。埃里克王朝開創者埃里克九世與老英格的孫女克里斯蒂娜·比約恩斯多塔的兒子。

## 生平
1160年的耶穌升天節當父親埃里克九世聽完彌撒離開教堂時，丹麥貴族馬格努斯二世與對手斯渥克爾王朝的結盟在埃斯特拉羅斯的老烏普薩拉附近暗殺埃里克九世，馬格努斯二世繼承王位，克努特一世流亡國外。但是一年後，馬格努斯二世於1161年在厄勒布魯被卡爾七世謀殺。卡爾七世成為國王。
1167年4月12日，克努特一世在回到瑞典，在維辛索與支持者弒殺卡爾七世，克努特一世成為國王。卡爾七世死後，他的侄子布里斯萊夫·斯渥克爾松及科爾·斯渥克爾松一同在東約特蘭反對克努特一世的統治，二人分別在1169年及1173年與克努特一世戰鬥時死亡。克努特一世統一了瑞典王國。
1187年，克努特一世在斯德哥爾摩島上興建了一座城堡，其中一個防禦工事來抵禦波羅的海國家的異教徒入侵。1196年，克努特一世逝世，因為他的兒子埃里克仍未成年，政敵卡爾七世的兒子斯渥克爾二世從丹麥回來被選為國王。